# Opecoelus xenistii
Opecoelus xenistii är en plattmaskart. Opecoelus xenistii ingår i släktet Opecoelus och familjen Opecoelidae. Inga underarter finns listade i Catalogue of Life.